# Foszfaalkin

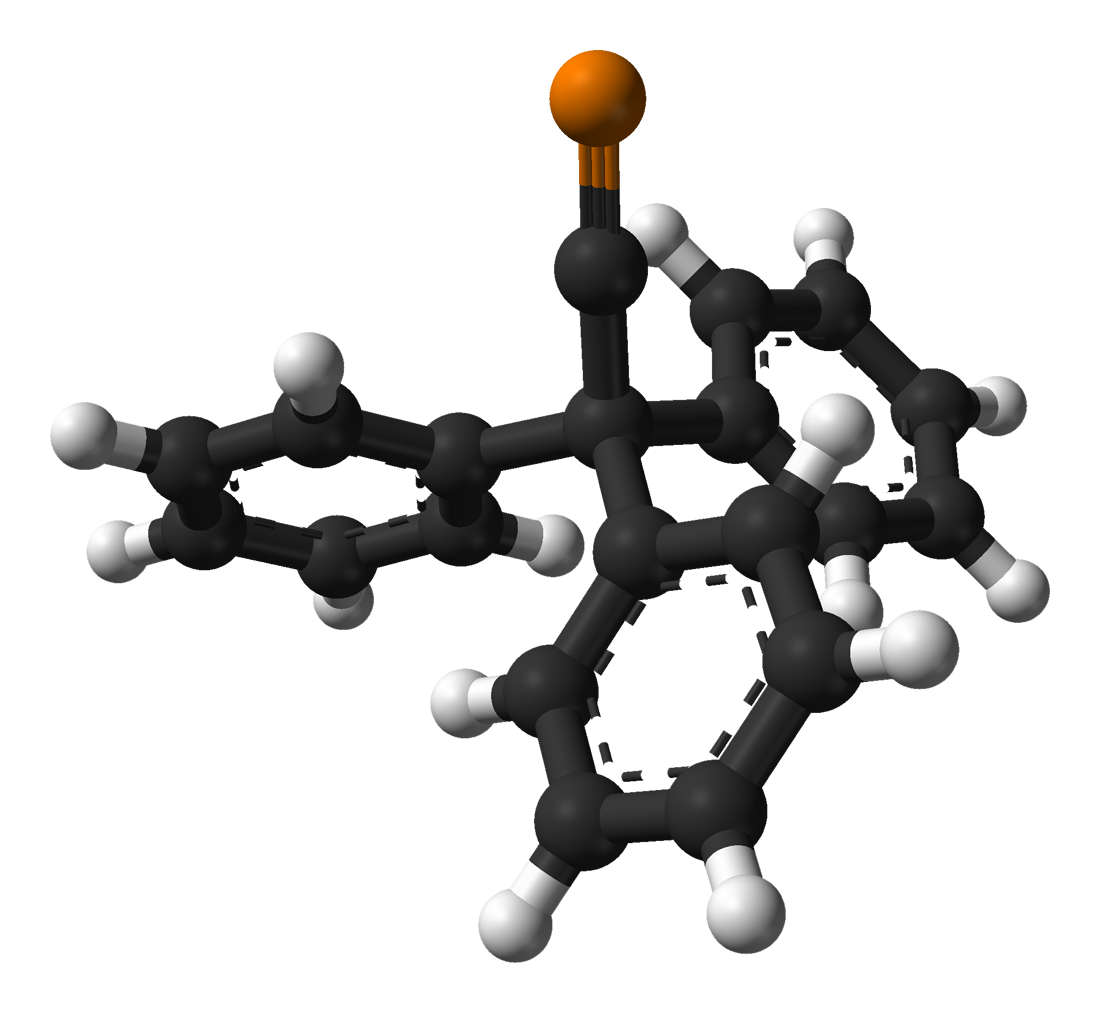
A trifenilmetilfoszfaetin szerkezete.

A foszfaalkinek (IUPAC-név: alkilidinfoszfánok) szén–foszfor hármas kötést tartalmazó szerves vegyületek, általános képletük R–C≡P. A foszfaalkinek a nitrilek foszforanalógjai, azonban a foszfor és a szén hasonló elektronegativitása miatt az alkinekhez hasonló reakciókban vesznek részt. Nagy reakciókészségük miatt a foszfaalkinek nem találhatók meg a természetben, de a legegyszerűbb foszfaalkint, a foszfaetint (H–C≡P) már megfigyelték a csillagközi térben.

## Szintézis

### Foszfinból
Az első foszfaalkin-szintézis 1961-ben történt, amikor Thurman Gier foszfaetint állított elő alacsony nyomású foszfin elektromos íven át történő vezetésével két szénelektród közt. A gáztermékek −196 °C-os csapdán át történő kondenzációjával kiderült, hogy a reakcióval etin, etén és foszfaetin jött létre, amiket infravörös spektroszkópiával azonosítottak.

Gier 1961-es foszfaetin-szintézise alacsony nyomású foszfinból elektromos kisüléssel szénelektródok által.

### Eliminációs reakciók

#### Hidrogén-halogenid-elimináció

Szubsztituáltfoszfaalkin-szintézis diklóralkilfoszfinok pirolízisével. Itt R=CH_{3}, CH=CH_{2}, Cl vagy F.

A foszfaetin-szintézist követően felismerték, hogy az jobban előállítható a metildiklórfoszfin (CH3PCl2) pirolízisével, melynek eredményeként 2 hidrogén-klorid-molekula távozik. E módszert használták szubsztituált foszfaalkinek, például metil-, etenil-, klór- és fluorszármazékhoz is. A fluormethilidinfoszfán (F-C≡P) előállítható a trifluormetilfoszfin (CF3PH2) kálium-hidroxidos dehidrofluorozásával. Feltételezések szerint e reakciók köztiterméke egy foszfaalkén (RXC=PH). E feltételezés kísérleti megerősítést nyert a F2C=PH 31P-mágnesesmagrezonancia-spektroszkópiás észlelésekor az F-C≡P szintézise közben.

#### Klórtrimetilszilán-elimináció
A szilícium-halogén kötések nagy ereje felhasználható foszfaalkin-szintézisre. Bis-trimetilszilil-metildiklórfoszfinok ((SiMe3)2CRPCl2) vákuumban történő hevítése foszfaalkin-képződéssel jár klór-trimetilszilán melléktermékkel. E módszerrel sikerült 2-fenilfoszfaetin szintézise. and 2-trimethylsilylphosphaacetylene. Ahogy a hidrogén-halogenid-elimináción alapuló szintézisek esetén, itt is feltételezik C=P kettős kötésű foszfaalkén köztitermék létrejöttét, de ilyet még nem figyeltek meg.

#### Hexametildisziloxán-elimináció
Hasonlóan az előző módszerhez, a leggyakoribb módszer foszfaalkin-szintézisre erős szilíciumkötéseket tartalmazó melléktermékek előállítása. Például előállíthatók foszfaalkinek hexametildisziloxán- (HMDSO) eliminációval bizonyos szililezett foszfaalkénekből (általános képletük RO(SiMe33))CPSiMe3). E foszfaalkének a megfelelő acil-bisz-trimetilszililfoszfin létrejötte után hamar létrejönnek, ami gyors [1,3]-szilil-átrendeződésen megy át a megfelelő foszfaalkén képződésével. E módszer különösen gyakori, mivel a prekurzorok (acil-klorid vagy trisz-trimetilszililfoszfin vagy bisz-trimetilszililfoszfid) elérhetők vagy könnyen előállíthatók.

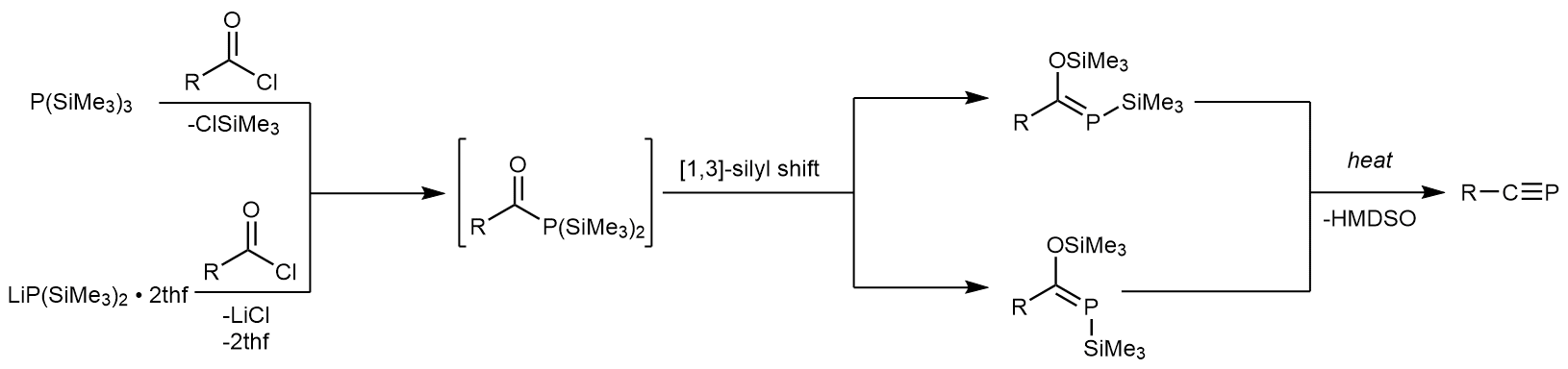
Szubsztituáltfoszfaalkin-képződés foszfaalkénből. A foszfaalkén hevítése foszfaalkin-képződéssel és HMDSO eliminációjával jár.

E módszert kinetikailag stabil foszfaalkinek előállítására is használták, például aril-, terc-alkil-, szekunder alkil- és primer alkil-foszfaalkinekhez nagy mennyiségben.

### Foszfaizocianid-átrendeződés
A dihalogén-foszfaalkének lítium-halogén cserén mennek át lítiumorganikus reagensekkel, R-P=CXLi képletű köztitermék képződésével. Ebből lítium-halogenid- (LiX) eliminációval  
foszfa-izocianid képződik, ami az izocianidhoz hasonlóan átrendeződhet a megfelelő foszfaalkin képződésével. Ezen átrendeződés in silico elemzése kimutatta, hogy e folyamat nagyon gyors, a jelenlegi kísérleti tapasztalatoknak megfelelően, melyek szerint a foszfaizonitrilek megfigyelhetetlen köztitermékek még –85 °C-on is.

### Egyéb módszerek
Cummins és társai kimutatták, hogy a C14H10PC(=PPh3)R képletű vegyületek termolízise C14H10, trifenilfoszfin és a megfelelő foszfaalkin képződésével jár. Szemben az előző módszerrel, mely a vegyületet acil-kloridból vezeti le, e módszer azt Wittig-reagensből származtatja.

Foszfaalkin-szintézis antracénalapú foszfin-kloridból és Wittig-reagensből Cummins és társai alapján. Itt R=H, Me, Et, ^{i}Pr vagy ^{s}Bu.

## Szerkezet
A szén-foszfor hármas kötés a foszfaalkinekben kivétel az úgynevezett „kettőskötés-szabály” alól, ami azt jelenti, hogy a foszforra nem jellemző a szénnel alkotott többes kötés, ezért a foszfaalkinek kötése jelentős érdeklődést váltott ki a szintetikus és elméleti kémiában. Az egyszerű foszfaalkinek, például H-C≡P és Me-C≡P esetén a szén-foszfor kötéshosszt mikrohullámú spektroszkópiával határozták meg, és néhány összetettebb vegyület esetén a kötéshosszok egykristályon végzett röntgenkrisztallográfiai mérések révén ismertek. E kötéshosszok hasonlóak az elméletben Pekka Pyykö által jósolt 1,54 Å-ös kötéshosszhoz. Kötéshossz alapján a legtöbb jellemzett alkil- és arilfoszfaalkin hármas kötéseket tartalmaz a szén és a foszfor közt, mivel a kötéshossz egyenlő vagy kisebb ennél az előrejelzett értéknél.
| R                          | Kötéshossz (Å) |
| -------------------------- | -------------- |
| H                          | 1,5442         |
| Me                         | 1,544(4)       |
| terc-butil                 | 1,542(2)       |
| trifenil-metil             | 1,538(2)       |
| 2,4,6-tri(terc-butil)fenil | 1,533(3)       |

A szén-foszfor kötés rendje is témája volt vizsgálatoknak, ahol kvantumkémiai számításokkal határozták meg a molekulák kötéseinek természetét. Az NBO-elmélet betekintést adott ebbe. Lucas és társai megvizsgálták bizonyos foszfaalkinek szerkezetét – beleértve a ciafidot (P≡C−) – az NBO, a természetesrezonancia-elmélet (NRT) és molekulán belüli atomok kvantumelmélete (QTAIM) felhasználásával a molekulák kötéseinek jobb megértéséhez. A legegyszerűbb rendszerek, a P≡C− és a H-C≡P esetén az NBO-analízis szerint az egyetlen megjelenő rezonanciastruktúra az, ahol hármas kötés van a szén és a foszfor közt. Összetettebb rendszerek, például Me-C≡P és Me3C-C≡P esetén a hármas kötéssel rendelkező szerkezet még mindig a leggyakoribb, de csak az elektronsűrűség egy részét adja (81,5% és 72,1%). Ez a két szén-foszfor pí-kötés és a szubsztituensek C-H vagy C-C szigma-kötései közti kölcsönhatástól van, ami e molekulák C-P pí-kötő pályáinak vizsgálatával látható.

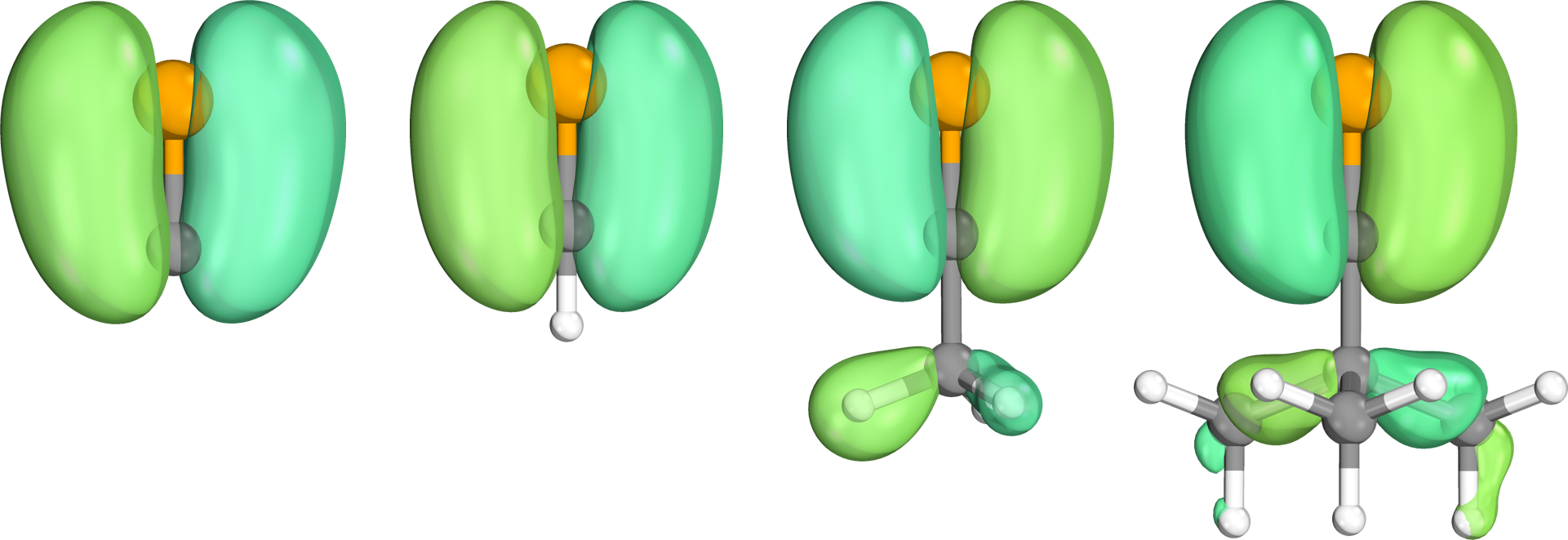
Egy elfajult pí-kötő pálya kölcsönhat bizonyos foszfaalkinekben a C-P pí-kötései és a szubsztituens szigma-kötéseivel, például a Me-C≡P és a Me_{3}C-C≡P esetén, de nem a ciafidban vagy a H-C≡P-ben. A felszínek számítása az elmélet B3LYP-szintjén történt a def2-tzvpp bázishalmazzal ORCA-ban. A molekulák (balról jobbra): a ciafid anion, H-C≡P, Me-C≡P és Me_{3}C-C≡P. A képhez használt módszerek a Lucas és társai által leírtak.

## Reakciókészség
A foszfaalkinek eltérő reakcióprofilokkal rendelkeznek, ami felhasználható bizonyos foszfortartalmú telített vagy telítetlen heterociklikus vegyületek előállításához.

### Cikloaddíciók
Az egyik legismertebb része a foszfaalkin-kémiának a cikloaddícióké. Hasonlóan más többszörösen kötött molekularészlethez, a foszfaalkinek számos reakcióra, például [1+2], [3+2] és [4+2] cikloaddícióra is képesek. Ez lent grafikusan is megjelenik, amely néhány 1,2-addíciót is bemutat (ami nem cikloaddíció).

Néhány reakció, ami végbe tud menni foszfaalkin-funkcióscsoporton, például 1,2-addíció, [1+2]-, [2+3]- és [2+4]-cikloaddíció. A foszfaalkinközpont mindenhol narancssárgával van jelölve.

### Oligomerizáció
A foszfaalkinek π-kötése gyengébb a legtöbb szén–foszfor σ-kötésnél, ami igen oligomerizációképessé teszi őket, ahol több σ-kötés van. Ezek a reakciók hőhatásra indulhatnak be, vagy átmeneti- vagy főcsoportbeli fémek katalizálhatják.

Kocka alakú foszfaalkin-tetramer létrejötte kinetikailag stabil foszfaalkin hevítésével.

#### Uncatalyzed
Kis szubsztituensekkel (H, F, Me, Ph stb.) rendelkező foszfaalkinek polimerizációval/oligomerizációval bomlanak alacsony hőmérsékleten. A létrejövő termékeket azonban nehéz jellemezni. Ez nagyrészt igaz a kinetikailag stabil foszfaalkinekre is, melyek magas hőmérsékleten szintén oligomerizálódnak. Az oligomerizációk termékeinek izolálásának és azonosításának nehézségei ellenére a terc-butil- és terc-pentilfoszfaalkin-oligomereket sikerült kis mennyiségben izolálni és azonosítani a megfelelő foszfaalkin hevítése után.
A számítógépes kémia hasznosnak bizonyult az ilyen komplex reakciók vizsgálatára, és kiderült, hogy míg a foszfaalkindimerek képződése termodinamikailag kedvező, a több monomeregységből álló oligomerek kedvezőbbek, ezért stabil keverékek jönnek létre a foszfaalkin-oligomerizáció kísérleti elindításakor.

#### Fémmediált
Szemben a hőhatásra induló foszfaalkin-oligomerizációval, az átmeneti- és főcsoportbeli fémek képesek irányított foszfaalkin-oligomerizációra, ami di-, tri-, tetra-, penta- és hexamerek izolálásához vezetett. Egy nikkelkomplex képes katalitikusan csoportosítani tBu-C≡P-t difoszfatetrahedrán képződésével.

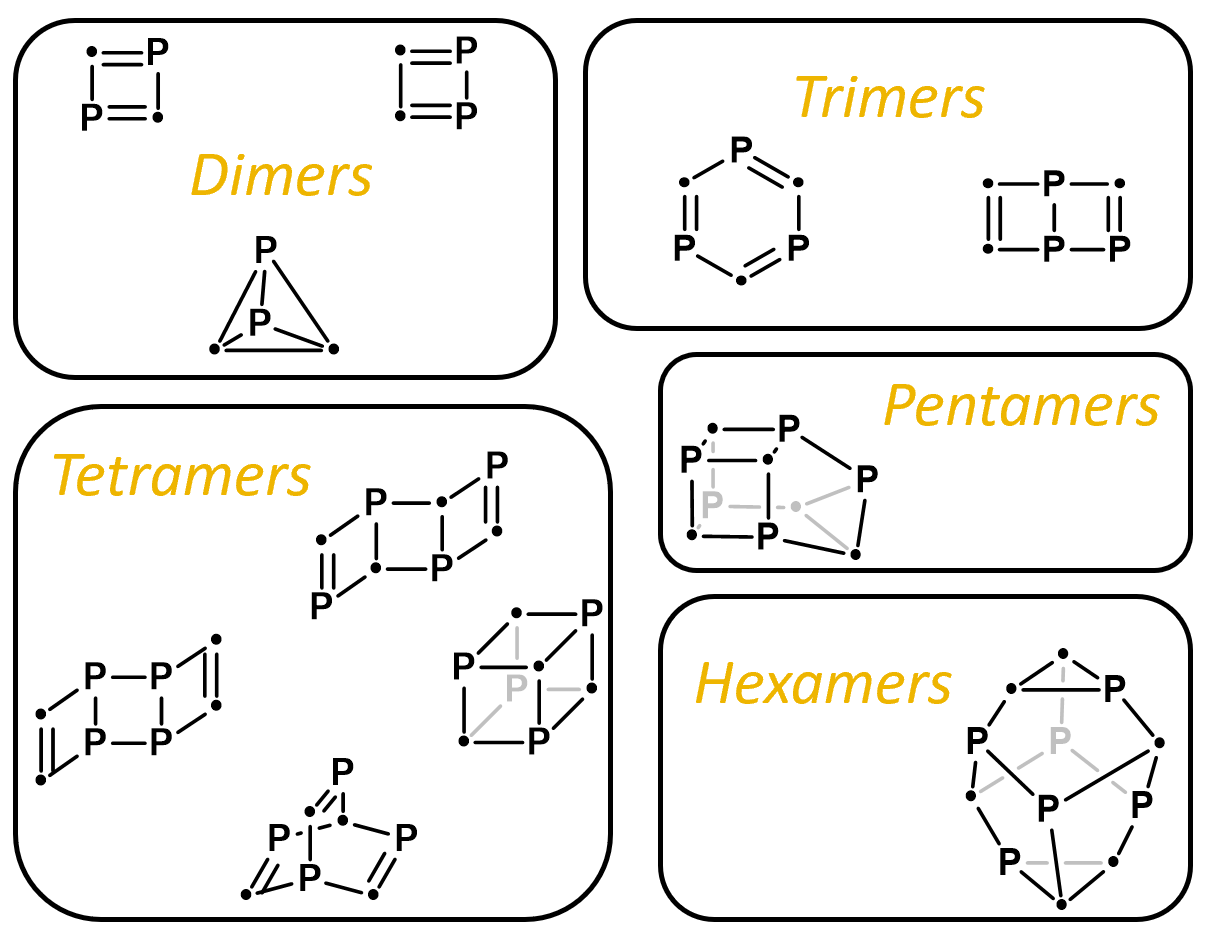
Néhány tanulmányozott foszfaalkin- (jellemzően ^{t}Bu-C≡P-) oligomer, mely foszfaalkinek átmeneti- vagy főcsoportbeli fém katalizátorral történő kezelésekor képződött. Néhány ilyen molekula szabad formában instabil, és csak átmenetifém-komplexként stabil. Ezen ábrában a • szimbólumok egy-egy C–R egységet jelentenek.